# 舍夫琴科韋 (科諾托普區)
51°6′21″N 33°14′35″E / 51.10583°N 33.24306°E
舍夫琴科韋（烏克蘭語：Шевченкове）是位於烏克蘭東北部的村莊，由蘇梅州科諾托普區的波皮夫卡市鎮負責管轄。該村處於庫基爾卡河畔，距離維利涅4公里，海拔高度140米，2001年人口650。